# Spořice

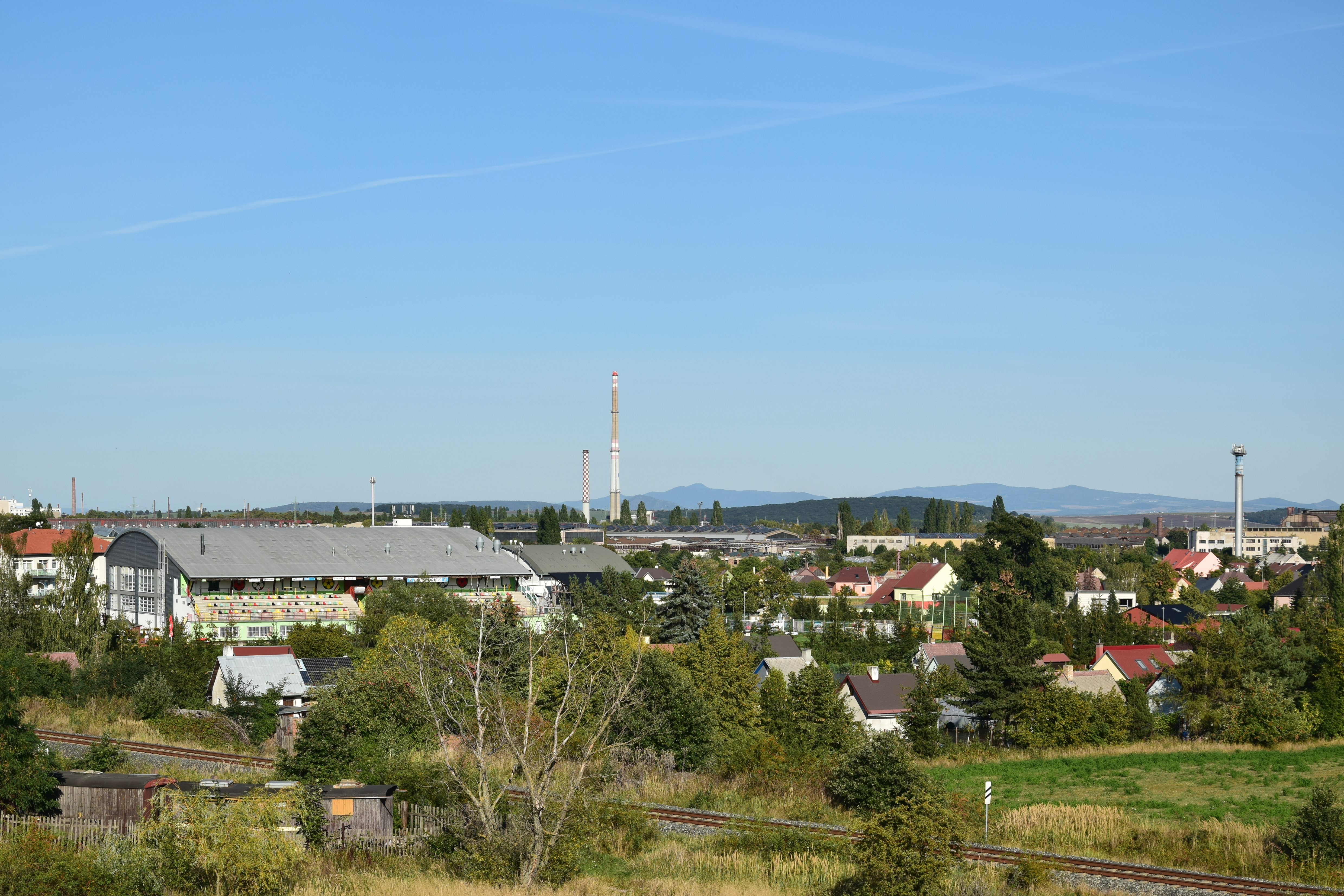
Spořice. Panorama 2020

Spořice (deutsch Sporitz) ist eine Gemeinde in Tschechien. Sie liegt drei Kilometer südwestlich des Stadtzentrums von Chomutov an dessen Stadtrand und gehört zum Okres Chomutov.

## Geographie

### Geographische Lage
Spořice befindet sich am südlichen Fuße Erzgebirges im Nordböhmischen Becken am Bach Hačka. Südöstlich erhebt sich die Farářka (Pater, 357 m). Südlich befindet sich der Stausee Nechranice. Nordwestlich des Dorfes liegen die Teiche Panský rybník (Herrenteich) und Uklidňující rybník. Der Ort wird von der Fernverkehrsstraße I/7 zwischen Reitzenhain und Postoloprty durchquert; im Zuge des Ausbaus zur Autobahn D 7 erfolgte eine südliche und westliche Umfahrung des Ortes. Im Norden führt die Fernverkehrsstraße I/13 zwischen Karlovy Vary und Chomutov an Spořice vorbei. Westlich des Dorfes befindet sich ein bedeutsamer Eisenbahnknoten, an dem die Bahnstrecken Praha–Chomutov und Chomutov–Cheb aufeinandertreffen. An dem Knoten liegen weiterhin die Gleise der stillgelegten Bahnstrecke Březno u Chomutova–Kadaň-Prunéřov und weiterer ehemaliger Bahnverbindungen. Gegen Südwesten liegen die Braunkohlentagebaue důl Nástup und důl Merkur sowie das Kraftwerk Tušimice.

### Gemeindegliederung
Für die Gemeinde Spořice sind keine Ortsteile ausgewiesen. Die Gemeinde besteht aus den Grundsiedlungseinheiten und Katastralgebieten Krbice (Körbitz) und Spořice (Sporitz). Zu Spořice gehören außerdem die Wüstungen der abgebaggerten Dörfer Nasí (Naschau) und Račice (Retschitz).

### Nachbargemeinden
Nachbarorte sind Horní Ves im Norden, Chomutov im Nordosten, Údlice im Osten, Droužkovice im Südosten, Březno im Süden, Kadaň und Prunéřov im Südwesten sowie Černovice im Westen.
Die Dörfer Brančíky, Brány und Nasí im Süden sowie Račice und Krbice im Südwesten fielen dem Braunkohlenbergbau zum Opfer.

## Geschichte
Die erste schriftliche Erwähnung von Sporicz erfolgte im Jahre 1281, als Friedrich von Schönburg das Dorf der Kommende des Deutschritterordens in Komotau schenkte. Nach längeren Streitigkeiten mit der Böhmischen Krone nutzte Wenzel IV. 1410 nach der Schlacht bei Tannenberg die Schwäche des Ordens und konfiszierte dessen Besitz. 1411 verwies Wenzel den Orden des Landes. 1418 erhielt der königliche Heerführer Nikolaus der Arme von Lobkowicz Sporitz für der böhmischen Krone geliehene Gelder zum Pfand. Im März 1421 wurde das Dorf von den Hussiten auf ihrem Blutzug gegen Komotau heimgesucht, und im Jahr darauf von den Kaiserlichen, die von Eger über Kaaden nach Brüx zogen und das Land verwüsteten. Durch die Böhmische Kammer wurde die Herrschaft Komotau verpfändet, seit 1468 an Benesch von Weitmühl. Er erwarb 1488 die Herrschaft Komotau auch eigentümlich. Benesch von Weitmühl und sein Sohn Johann ließen die Kirche umgestalten. Die Brüder Johann, Ladislaus, Christoph und Sebastian von Weitmühl erteilten den Bewohnern von Sporitz, Komotau, Oberdorf, Michanitz und Tschernowitz das Heimfallrecht.
1560 verkauften die Herren von Weitmühl die Güter an Erzherzog Ferdinand II. Er verkaufte 1571 die Herrschaft an Bohuslav Felix von Lobkowitz und Hassenstein. Dieser erwarb 1579 noch die Herrschaft Rothenhaus mit der Stadt Jirkov hinzu und vereinigte beide Herrschaften. 1583 erbte sein Sohn Bohuslav Joachim die Herrschaft Komotau. Während seiner Herrschaft kam es zu Hexenprozessen. Im Laufe der Zeit wurde das Dorf als Sparitz, Schporicz, Sparicz, Sporitz, Sparycz, Sporycz und Sporžicz bezeichnet. 1588 tauschte Bohuslav Joachim die Herrschaft mit Georg Popel von Lobkowicz gegen Jungbunzlau und Kosmanos ein. Der fanatische Katholik Georg Popel begann mit der Rekatholisierung seiner Untertanen und holte zu deren Durchführung 1589 die Jesuiten nach Komotau. Nachdem Georg Popel 1593 auf dem Landtag Kaiser Rudolf II. des Wortbruches bezichtigt hatte, fiel er in Ungnade und seine Güter wurden im Jahre darauf konfisziert. 1605 teilte die Böhmische Kammer die große Herrschaft in vier Teile. Zusammen mit Katharinaberg, Rothenhaus, Görkau, Neosablitz, Eidlitz und Platten wurde Sporitz 1606 an Adam Herzan von Harras verkauft. 1619 erbte dessen Sohn Jan († 1631) die Herrschaft Rothenhaus. Während des Dreißigjährigen Krieges wurde das Dorf von verschiedenen Truppen heimgesucht und geplündert. Nachdem 1639 die Schweden die Gegend besetzt hatten, verschenkte Königin Christina in Siegeszuversicht die Herrschaft an den Generalmajor der Kavallerie Axel Lillie von Leffstadt. 1646 übernahm der rechtmäßige Erbe Jan Adam Herzan von Harras die Herrschaft. Er wurde 1660 in den Reichsgrafenstand erhoben.
1681 erbte Ferdinand Maximilian Herzan den Besitz, den er 1696 seinem Bruder Ernst Karl († 1697) überließ. Nachfolgender Besitzer war Sigismund Wilhelm Herzan, ein weiterer Bruder des Verstorbenen. 1683 starb der größte Teil der Einwohner bei einer Blatternepidemie. Zum Gedenken wurde 1690 eine Pestsäule aufgestellt. 1695 entstand eine Schule. 1707 erwarb Johann Adam I. Andreas von Liechtenstein die Herrschaft. Zu dieser Zeit bestand Sporitz aus 65 Häusern. Weitere Besitzer der Herrschaft waren Maria Dominika Magdalena von Liechtenstein, ab 1724 deren Witwer Heinrich Josef von Auersperg und 1766 dessen Sohn Johann Adam. 1771 kaufte Johann Alexander von Rottenhan die Herrschaft für eine Million Gulden. Er übergab sie 1777 seinem Sohn Heinrich Franz. 1809 erbte Marie Gabrielle von Rottenhan, die Ehefrau Georg Franz August von Buquoys den väterlichen Besitz. Im selben Jahre wurde Sporitz während der Napoleonischen Kriege von westfälischen Truppen heimgesucht, 1813 plünderten Österreicher, Russen und Preußen die Gegend. Bis zur Mitte des 19. Jahrhunderts blieb Sporitz der Herrschaft Rothenhaus untertänig, im Ort bestand ein herrschaftlicher Meierhof.
Nach der Aufhebung der Patrimonialherrschaften bildete Sporitz/Spořice ab 1850 eine politische Gemeinde im Gerichtsbezirk Komotau bzw. Bezirk Komotau. 1862 brach die Cholera aus. Zum Ende der 1860er Jahre wurde westlich von Sporitz eine Braunkohlenlagerstätte und unter dem Ort ein Kaolinlager entdeckt. Daraufhin setzte in dem zuvor landwirtschaftlich geprägten Ort der Bergbau ein. Zu dieser Zeit entstand nördlich des Dorfes auf den Fluren der Gemeinde Sporitz der Komotauer Hauptbahnhof. Die Eisenbahnstrecke Komotau-Dux-Ossegg wurde 1870 eröffnet, wenig später auch die Strecke nach Eger sowie die Strecken der Buschtěhrader Eisenbahn nach Prag, Reitzenhain und Brunnersdorf.
Seit 1877 bestand eine dreiklassige Schule. Der Ort war deutschsprachig, zum Ende des 19. Jahrhunderts lebte in Sporitz eine tschechische Minderheit, der 3 % der Einwohnerschaft angehörten. 1890 wurde ein neues Schulhaus eingeweiht. Im Jahre 1919 eröffnete eine tschechische Minderheitenschule. 1921 waren neun Prozent der Einwohner Tschechen. Die Zechen Anna und Ludwig wurden infolge der Weltwirtschaftskrise stillgelegt. 1930 lebten in Sporitz 2748 Menschen. Nach dem Münchner Abkommen wurde die Gemeinde 1938 dem Deutschen Reich zugeschlagen und gehörte bis 1945 zum Landkreis Komotau. 1939 hatte Sporitz 2607 Einwohner. Im Jahre 1941 entstand ein Kriegsgefangenenlager, in dem Franzosen, Engländer und Griechen festgehalten wurden. 1943 wurde die Gemeinde in die Stadt Komotau eingegliedert. Am 17. und 19. April wurden bei alliierten Bombenangriffen auf die Poldihütte Komotau in Sporitz 32 Häuser zerstört und 22 stark beschädigt. Bei den Angriffen starben 107 Menschen. Am 5. Mai 1945 kam ein Häftlingszug aus deutschen Konzentrationslagern auf dem Weg nach Theresienstadt durch Sporitz. Die Gefangenen wurden in Scheunen untergebracht. Am 9. Mai 1945 nahm die Rote Armee den Ort ein. Nach dem Zweiten Weltkrieg kam der Ort zur Tschechoslowakei zurück und die deutschen Einwohner wurden vertrieben. Die Eingemeindung nach Chomutov wurde 1945 wieder aufgehoben. 
Zwischen 1956 und 1969 war Černovice ein Ortsteil von Spořice. 1983 erlosch die Gemeinde Krbice durch den Braunkohlenbergbau; ihre Fluren einschließlich der ehemaligen Ortsteile Nasí und Račice wurden Spořice zugeschlagen.
Die Siedlung Nové Spořice ist dagegen zur Stadt Chomutov zugehörig.

## Kultur und Sehenswürdigkeiten
- Filialkirche des hl. Bartolomäus, errichtet 1487
- ehemaliger Meierhof

## Söhne und Töchter der Gemeinde
- Eduard von Merten (1860–1933), deutscher General im Ersten Weltkrieg
- Rudolf Eberle (1925–1978), deutscher Politiker (SPD)